# Gadsden County
Das Gadsden County ist ein County im Bundesstaat Florida der Vereinigten Staaten. Der Verwaltungssitz (County Seat) ist Quincy.

## Geschichte
Das Gadsden County wurde am 24. Juni 1823 aus Teilen des Jackson County gebildet und nach James Gadsden aus South Carolina benannt.

## Geographie
Das County hat eine Fläche von 1369 Quadratkilometern, wovon 32 Quadratkilometer Wasserfläche sind. Es grenzt im Uhrzeigersinn an folgende Countys: Leon County, Liberty County, Calhoun County und Jackson County. Zusammen mit den Countys Jefferson, Leon und Wakulla bildet das County die Metropolregion Tallahassee.

## Demografische Daten
Nach der Volkszählung im Jahr 2010 lebten im Gadsden County 46.389 Menschen in 19.506 Haushalten. Die Bevölkerungsdichte betrug 34,7 Einwohner pro Quadratkilometer. Ethnisch betrachtet setzte sich die Bevölkerung zusammen aus 35,9 % Weißen, 56,0 % Afroamerikanern, 0,3 % Indianern und 0,5 % Asian Americans. 5,9 % waren Angehörige anderer Ethnien und 1,3 % verschiedener Ethnien. 9,5 % der Bevölkerung bestand aus Hispanics oder Latinos.
Im Jahr 2010 lebten in 34,3 % aller Haushalte Kinder unter 18 Jahren sowie in 28,0 % aller Haushalte Personen mit mindestens 65 Jahren. 70,2 % der Haushalte waren Familienhaushalte (bestehend aus verheirateten Paaren mit oder ohne Nachkommen bzw. einem Elternteil mit Nachkomme). Die durchschnittliche Größe eines Haushalts lag bei 2,61 Personen und die durchschnittliche Familiengröße bei 3,12 Personen.
26,8 % der Bevölkerung waren jünger als 20 Jahre, 24,6 % waren 20 bis 39 Jahre alt, 29,0 % waren 40 bis 59 Jahre alt und 19,7 % waren mindestens 60 Jahre alt. Das mittlere Alter betrug 39 Jahre. 48,8 % der Bevölkerung waren männlich und 51,2 % weiblich.
Das jährliche Durchschnittseinkommen eines Haushalts betrug 35.593 USD, dabei lebten 29,5 % der Bevölkerung unter der Armutsgrenze.
Im Jahr 2010 war englisch die Muttersprache von 91,01 % der Bevölkerung, spanisch sprachen 7,91 % und 1,08 % hatten eine andere Muttersprache.

## Kultur und Sehenswürdigkeiten

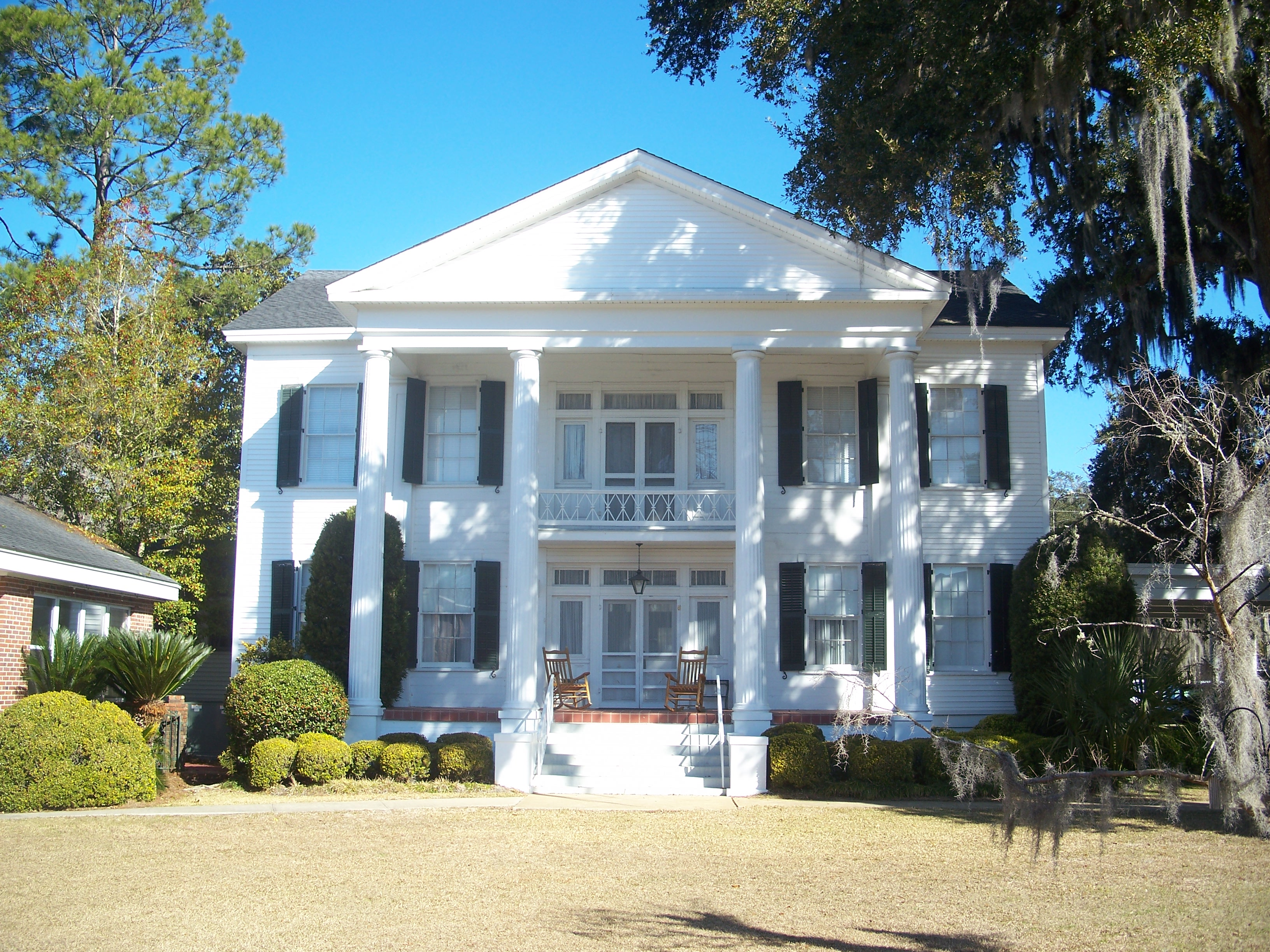
Judge P. W. White House (2011). Die Residenz wurde im Dezember 1972 als erstes Objekt im County in das NRHP eingetragen.

18 Bauwerke, Stätten und historische Bezirke (Historic Districts) im Flagler County sind im National Register of Historic Places („Nationales Verzeichnis historischer Orte“; NRHP) eingetragen (Stand 18. Januar 2023), darunter eine Schule, eine Bibliothek und eine Kirche.

## Weiterführende Bildungseinrichtungen
- Smith Chapel Bible College in Havana

## Orte im Gadsden County
Orte im Gadsden County mit Einwohnerzahlen der Volkszählung von 2010:
Cities:
- Chattahoochee – 3.652 Einwohner
- Gretna – 1.460 Einwohner
- Midway – 3.004 Einwohner
- Quincy (County Seat) – 7.972 Einwohner

Towns:
- Greensboro – 602 Einwohner
- Havana – 1.754 Einwohner